# 10589 Giusimicela
10589 Giusimicela eller 1996 OM2 är en asteroid i huvudbältet som upptäcktes den 23 juli 1996 av de båda italienska astronomerna Andrea Boattini och Andrea Di Paola vid Campo Imperatore-observatoriet. Den är uppkallad efter astrofysikern Giuseppina Micela.
Asteroiden har en diameter på ungefär 4 kilometer.